# جيمي س. هولاند
جيمي س. هولاند (بالإنجليزية: Jimmie C. Holland)‏ هي طبيبة نفسية وأستاذة جامعية أمريكية، ولدت في 9 أبريل 1928 في نيفادا في الولايات المتحدة، وتوفيت في 24 ديسمبر 2017 في سكيرديل في الولايات المتحدة بسبب نوبة قلبية.